# Timothy Jenkins
Timothy Jenkins (ngày 29 tháng 1 năm 1799 – ngày 24 tháng 12 năm 1859) là luật sư và chính trị gia người Mỹ, từng làm Dân biểu bang New York qua hai nhiệm kỳ vào giữa thế kỷ 19.

## Tiểu sử
Timothy Jenkins chào đời tại Barre, Massachusetts vào ngày 29 tháng 1 năm 1799. Cha ông mất năm ông tròn 16 tuổi, và Jenkins bèn chuyển đến sinh sống tại Quận Washington, New York vào năm 1817. Ông theo học tại các học viện ở Salem và White Creek, rồi sau đó vừa dạy luật vừa học luật với Samuel Beardsley và William H. Maynard ở Utica và Lauren Ford ở làng Herkimer. Jenkins được thừa nhận là luật sư vào năm 1824.
Ông cư trú tại Vernon và Oneida Castle để tiếp tục hành nghề luật sư. Trong số các luật sư từng theo học Jenkins có Breese J. Stevens. Tại Vernon, ông từng đảm nhiệm công việc hành chính tại cơ quan địa phương như làm thư ký hội đồng quản trị của làng và ở Oneida Castle thì kiêm nhiệm chức trưởng bưu cục và cứu hỏa.
Jenkins còn nhận lời làm luật sư cho người da đỏ Oneida từ năm 1838 đến năm 1845 khi họ thương lượng với bang New York để giải quyết các yêu sách về đất đai và tạo lập biệt khu dành cho người da đỏ. Sau khi làm xong vụ này thì ông mới chuyển sang hành nghề luật sư cho Quận Oneida từ năm 1840 đến năm 1845.
Jenkins được bầu làm đảng viên Đảng Dân chủ tại Quốc hội lần thứ hai mươi chín và ba mươi (4 tháng 3 năm 1845 – 3 tháng 3 năm 1849). Ông vấp phải thất bại khi tham gia tái cử vào năm 1848 tại Quốc hội lần thứ thứ 31. Jenkins còn được bầu vào Quốc hội lần thứ ba mươi hai (4 tháng 3 năm 1851 – 3 tháng 3 năm 1853), và từng là chủ tịch Ủy ban về Yêu sách Đất đai Tư nhân. Ông lại không thành công cho cuộc tái đắc cử vào năm 1852 tại Quốc hội lần thứ ba mươi ba.
Trong thời gian ở Quốc hội, Jenkins gắn liền tên tuổi mình với thái độ chống đối chế độ nô lệ, bao gồm cả việc ủng hộ Wilmot Proviso và phản đối Đạo luật Kansas–Nebraska.  Theo một số tài liệu cho biết chính ông mới là tác giả thực sự của Wilmot Proviso.
Do quan điểm chống chế độ nô lệ của mình, Jenkins đã trở thành đảng viên Đảng Cộng hòa khi đảng này được thành lập. Năm 1856, ông là dân biểu của Hội nghị Quốc gia Đảng Cộng hòa đầu tiên. Năm 1857, ông được Đảng Cộng hòa mời ra tranh cử vị trí trong Tòa án Phúc thẩm New York nhưng để thua Hiram Denio. Năm 1858, Đảng Cộng hòa đề cử ông ra tranh chức Thống đốc New York nhưng lại để thua Edwin D. Morgan trong cuộc tổng tuyển cử này.
Jenkins qua đời vào ngày 24 tháng 12 năm 1859 lúc đang tham dự một phiên họp của Tòa án Tối cao New York ở Martinsburg. Ông được an táng tại Nghĩa trang Thành phố trong làng Oneida Castle.

## Gia đình
Năm 1822 Jenkins kết hôn với Florilla Tuttle bang Vernon. Bà qua đời ngay sau đó, và vào năm 1829, ông tái hôn với Harriet Tuttle, cô em gái của người vợ đầu tiên. Jenkins có với người vợ thứ hai bốn đứa con: Charles M. Jenkins (1830-1856), luật sư; Hiram T. Jenkins (1833-1868), luật sư; Florilla Jenkins (1838-1919), vợ của W. Jerome Hickox; và Albert Jenkins, qua đời lúc còn nhỏ.

## Di sản
Jenkins đã tích lũy cả một bộ sưu tập lớn sách vở và giấy tờ, bao gồm các tác phẩm pháp lý và lịch sử, diễn văn và ấn phẩm của chính phủ. Vào thập niên 1910, con gái ông bèn đem tặng bộ sưu tập này cho Trường Đại học Hamilton. Một bộ sưu tập thư từ của Jenkins trong đó nhiều bức có liên quan đến những nỗ lực chống đối chế độ nô lệ của ông được tặng lại cho Thư viện Tiểu bang New York.